# Discovery (videogioco 1987)
Discovery è un videogioco sparatutto spaziale con molti minigiochi pubblicato nel 1987 per Commodore 64 dalla CRL Group. Le riviste Zzap!64 32 e Aktueller Software Markt 3 lo apprezzarono soprattutto per la varietà.

## Trama
Dopo il ritrovamento di un'enorme astronave-pianeta abbandonata da 200 anni, una navicella viene inviata in esplorazione per cercare di prenderne il controllo. Per far questo deve penetrare in vari punti del misterioso interno della struttura e recuperare i componenti del circuito elettronico di controllo, mentre all'esterno deve affrontare le navicelle automatiche che difendono l'astronave.

## Modalità di gioco
Nel gioco principale si controlla una navicella mentre sorvola dodici grandi piattaforme sparse nello spazio, con visuale dall'alto e scorrimento libero in tutte le direzioni. Le navicelle nemiche arrivano in continuazione e si possono distruggere sparando a fuoco doppio, mentre si deve evitare di entrare in collisione con loro. Gli scontri riducono l'energia degli scudi fino all'eventuale distruzione della propria navicella e fine della partita.
Ogni piattaforma ha un boccaporto numerato dove si può entrare per affrontare il relativo minigioco. Se si riesce a completarlo si ottengono alcuni componenti elettronici di uno dei dodici tipi, in quantità proporzionale a quanto bene o rapidamente si ha risolto il problema, e si riparte con l'energia ricaricata, altrimenti si riparte come prima. Per la vittoria è necessario completare il circuito con un certo numero di componenti per ogni tipo. La stessa piattaforma si può ritentare solo dopo averne giocata un'altra.
I dodici minigiochi assomigliano a vari classici d'azione o rompicapo, alcuni anche molto dipendenti dalla fortuna, tutti con un limite di tempo.
1. Muovendo una pallina si deve attraversare un insieme di campi colorati, ognuno con un proprio punteggio, cercando di raggiungere esattamente un certo punteggio totale richiesto.
2. Muovendo una pallina si deve attraversare un'area evitando mine invisibili. Se si viene distrutti si hanno altre palline di riserva.
3. Un clone di Breakout con sei palline contemporaneamente. L'obiettivo non è eliminare tutti i mattoncini, ma raggiungere un bersaglio dietro di essi.
4. Un clone di Centipede, ma orientato in orizzontale, con la possibilità di muoversi soltanto su e giù e con ostacoli indistruttibili.
5. Sei palline colorate vanno portate una alla volta a sei corrispondenti obiettivi in basso. L'area è formata da blocchi che cambiano forma in continuazione e le palline risentono della gravità.
6. Un clone di Amidar, ossia si devono colorare pannelli percorrendone tutto il bordo ed evitare nemici.
7. Simile al precedente, ma anziché colorare tutti i pannelli si deve raggiungere un obiettivo.
8. Muovendo una pallina si deve attraversare un'area formata da botole che si aprono e chiudono, e bisogna evitare di passarci quando si aprono, ma ci sono anche alcuni quadrati sicuri.
9. Il solitario della Bastiglia, con tabellone a forma di croce.
10. Una pallina si muove autonomamente e casualmente lungo un sistema di tubature e tramite un cursore si devono chiudere le interruzioni, cercando di farla arrivare a destinazione.
11. Muovendo una pallina si deve attraversare un labirinto, dove le pareti diventano visibili solo quando ci si sbatte contro.
12. Una specie di gioco del 15 con tre tipi di tasselli colorati. Un modello sulla destra mostra come deve apparire l'immagine una volta ricomposta.